# John Eliot Gardiner
Sir John Eliot Gardiner CBE (Fontmell Magna, Dorset, Engeland, 20 april 1943) is een Brits dirigent. Hij stond aan de wieg van diverse muziekgezelschappen: in 1966 richtte hij het Monteverdi Choir op, in 1978 het gezelschap English Baroque Soloists en in 1990 het Orchestre Révolutionnaire et Romantique. Gardiner heeft meer dan 250 opnamen gemaakt met deze en andere ensembles; de meeste zijn uitgebracht door Deutsche Grammophon en door Philips Classics.
John Eliot Gardiner is vooral beroemd door zijn interpretaties van barokmuziek, op historische instrumenten, met het Monteverdi Choir en de English Baroque Soloists. Zijn repertoire en discografie zijn echter niet beperkt tot muziek uit deze vroege periode: met het Orchestre Révolutionnaire et Romantique heeft Gardiner een grote verscheidenheid aan muziek uit het Classicisme en de Romantiek uitgevoerd, zoals werken van Hector Berlioz en alle symfonieën van Ludwig van Beethoven. Een opname van de derde symfonie van Beethoven werd door de BBC gebruikt in een programma over de totstandkoming van deze compositie.
Gardiner is chef-dirigent van het Sinfonieorchester des Norddeutschen Rundfunks geweest en heeft opgetreden als gastdirigent van de bekendste orkesten, waaronder het Philharmonia Orchestra, het Boston, het Cleveland Orchestra, het Concertgebouworkest en de Wiener Philharmoniker.

## Carrière
John Eliot Gardiner nam voor het eerst de baton ter hand toen hij vijftien was. Als student aan het King's College (Cambridge) studeerde hij geschiedenis en Arabisch. Hij maakte een tournee door het Midden-Oosten en dirigeerde zowel de Oxford als de Cambridge Singers. Gedurende zijn tijd in Cambridge richtte hij in 1964 zijn eerste ensemble op, het Monteverdi Choir. Met dit koor maakte hij in 1966 zijn debuut als dirigent in de Wigmore Hall in Londen. Ter aanvulling van het Monteverdi Choir richtte hij in 1968 het Monteverdi Orchestra op, dat vanaf 1977 bekendstaat als de English Baroque Soloists. Nadat hij afstudeerde aan King's College in Cambridge zette hij zijn studie voort aan het King's College London bij Thurston Dart en bij de invloedrijke Franse muziekpedagoge Nadia Boulanger.
In 1969 maakte Gardiner zijn debuut op het operatoneel met een uitvoering van Mozarts Die Zauberflöte met de English National Opera. Vier jaar later, in 1973, trad hij voor het eerst op in Covent Garden waar hij Glucks Iphigénie en Tauride dirigeerde. In 1977 transformeerde hij het Monteverdi Orchestra tot de English Baroque Soloists. Samen debuteerden zij later dat jaar op het Innsbruck Festival van oude muziek, waar zij Händels Acis en Galatea uitvoerden op historische instrumenten. Zijn Amerikaans debuut kwam in 1979 toen hij dirigent werd van het Dallas Symphony Orchestra. Kort daarna werd hij chef-dirigent van Canada's CBC Vancouver Orchestra, een positie die hij vervulde van 1980 tot 1983.
Na zijn verblijf bij het CBC Vancouver Orchestra ging Gardiner naar Frankrijk. Van 1983 tot 1988 was hij muzikaal directeur van de Opéra National de Lyon. Hij richtte daar een totaal nieuw orkest op. Tijdens zijn verblijf in Lyon was Gardiner tevens artistiek directeur van het Göttingen Handel Festival (van 1981 tot 1990). In 1989 vierde het Monteverdi Choir zijn 25-jarig jubileum met een wereldtournee met uitvoeringen van Monteverdi's Vespro della Beata Vergine 1610. In 1990 richtte Gardiner een orkest op met hedendaagse instrumenten, het Orchestre Révolutionnaire et Romantique, voor de uitvoering van 19e-eeuwse muziek. Van 1991 tot 1994 was hij de eerste dirigent van het Noord-Duits Radio Symfonie Orkest.
In de jaren negentig maakte hij verschillende wereldtournees met zijn ensembles:
- Een Europees tournee in 1993 met het Orchestre Révolutionnaire et Romantique, met Berliozs herontdekte Messe solennelle.[6][7]
- In 2000 deed Gardiner zijn Bach Cantata Pilgrimage en voerde gedurende 52 weken alle kerkcantates van Bach uit in kerken door heel Europa en de Verenigde Staten.[8]
- In 2004 was Gardiner met het Monteverdi Choir op tournee door Spanje en voerde stukken van de Codex Compostelanus uit in kathedralen en kerken in de Camino de Santiago[9]

Gardiner staat bekend als een van de beste Britse dirigenten met een veelzijdig repertoire in oude muziek en die van daarna, waarbij hij zijn inzichten over historische uitvoeringspraktijk tot uiting brengt met veel succes bij het publiek. Hij staat echter niet bekend om soepele omgangsvormen met de musici; hij wordt als onaangenaam en onbeheerst beschouwd. In augustus 2023 ging hij te ver toen hij tijdens een concert in La Côte-Saint-André de bas William Thomas een mep gaf omdat die langs de verkeerde route het podium verlaten had. Dit leidde ertoe dat Gardiner zich moest terugtrekken, verdere optredens voor de rest van het jaar 2023 afzegde en beloofde aan zijn zelfbeheersing te gaan werken.
Het Monteverdi Choir en de English Baroque Soloists gingen verder onder Christophe Rousset. Nadat Gardiner aan zichzelf had gewerkt richtte hij in de herfst van 2024 het Constellation Choir & Orchestra op, waarmee hij op tournee ging. De meeste musici zijn afkomstig uit zijn vorige ensembles en hadden er geen bezwaar tegen om opnieuw te werken met de in 2023 gecancelde dirigent.

## Prijzen en onderscheidingen

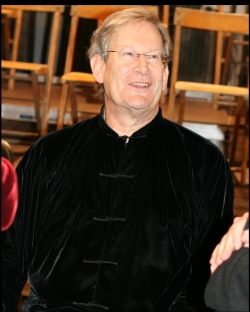
Sir John Eliot Gardiner in de St. Martinikirche, Braunschweig, 2006

Gardiner ontving vele vormen van eerbetoon en prijzen: In het bijzonder:
- Eredoctoraat van de Universiteit van Lyon, 1987[1]
- Commandeur in de Orde van het Britse Rijk, 1990 New Year Honours[13]
- Honorary Fellow van het King's College en de Royal Academy of Music, 1992[1]
- Grammy, beste kooruitvoering, 1994[14]
- Knight Bachelor, 1998[15]
- Grammy, beste operaopname, 1999[14]
- Doctor Honoris Causa in de musicologie aan de Universiteit van Cremona (de geboorteplaats van Claudio Monteverdi), 2006[1]

## Persoonlijk
Gardiner huwde in 1981 met violiste Elizabeth Wilcock; zij kregen drie dochters. Na scheiding in 1997 hertrouwde hij in 2001 met Isabella de Sabata, kleindochter van dirigent Victor de Sabata.
In zijn vrije tijd runt Gardiner een biologische boerderij in Noord Dorset, die door zijn oudoom, componist Henry Balfour Gardiner is opgezet.

## Publicaties
- Music in the Castle of Heaven, 2013 (Nederlandse vertaling: Bach. Muziek als een wenk van de hemel, 2014)

## Media
Sir Gardiner dirigeert J.S.Bach BWV 248. Video op youtube